# Lotus 112
Lotus 112 – samochód Formuły 1, zaprojektowany przez Chrisa Murphy'ego dla zespołu Lotus na sezon 1995. Nigdy nie wziął udziału w wyścigu.

## Projekt
Lotus 112 był niedoszłym do skutku projektem Chrisa Murphy'ego na sezon 1995. Murphy rozpoczął projektowanie nowego modelu dla Lotusa pod koniec 1994 roku. Początkowo model miał nazywać się Lotus 111, ale oznaczenie to przejął ostatecznie Lotus Elise.
W projekcie niewiele zostało potwierdzone na temat specyfikacji końcowej samochodu. Początkowo przypuszczało się, że samochody Lotusa będą napędzane przez silniki Mugen Honda ZA5D, ale z powodu konieczności ograniczenia kosztów Lotus postanowił skorzystać z silników Ford (Cosworth) ED.
Lotus planował zatrudnić także kierowców, którzy już ścigali się dla tego zespołu - Alessandro Zanardiego (ścigał się dla Lotusa w latach 1993–1994) oraz Mikę Salo (który jeździł w Lotusie w roku 1994).
Z wyglądu model 112 był podobny do innych zaprojektowanych przez Murphy'ego modeli Lotusa, chociaż różnił się od wcześniejszych projektów m.in. kształtem "nosa". Konstrukcja samochodu utrzymała charakterystyczne cechy, m.in. monocoque z włókna węglowego o strukturze plastra miodu. Wyprodukowano tylko kilka części modelu 112 przed zawieszeniem projektu, a także makietę do testów w tunelu aerodynamicznym.
17 stycznia 1995 roku nowy właściciel zespołu, David Hunt (brat Jamesa), zamknął siedzibę zespołu Team Lotus z powodu dużego zadłużenia oraz braku sponsorów.